# Морда (рыболовство)

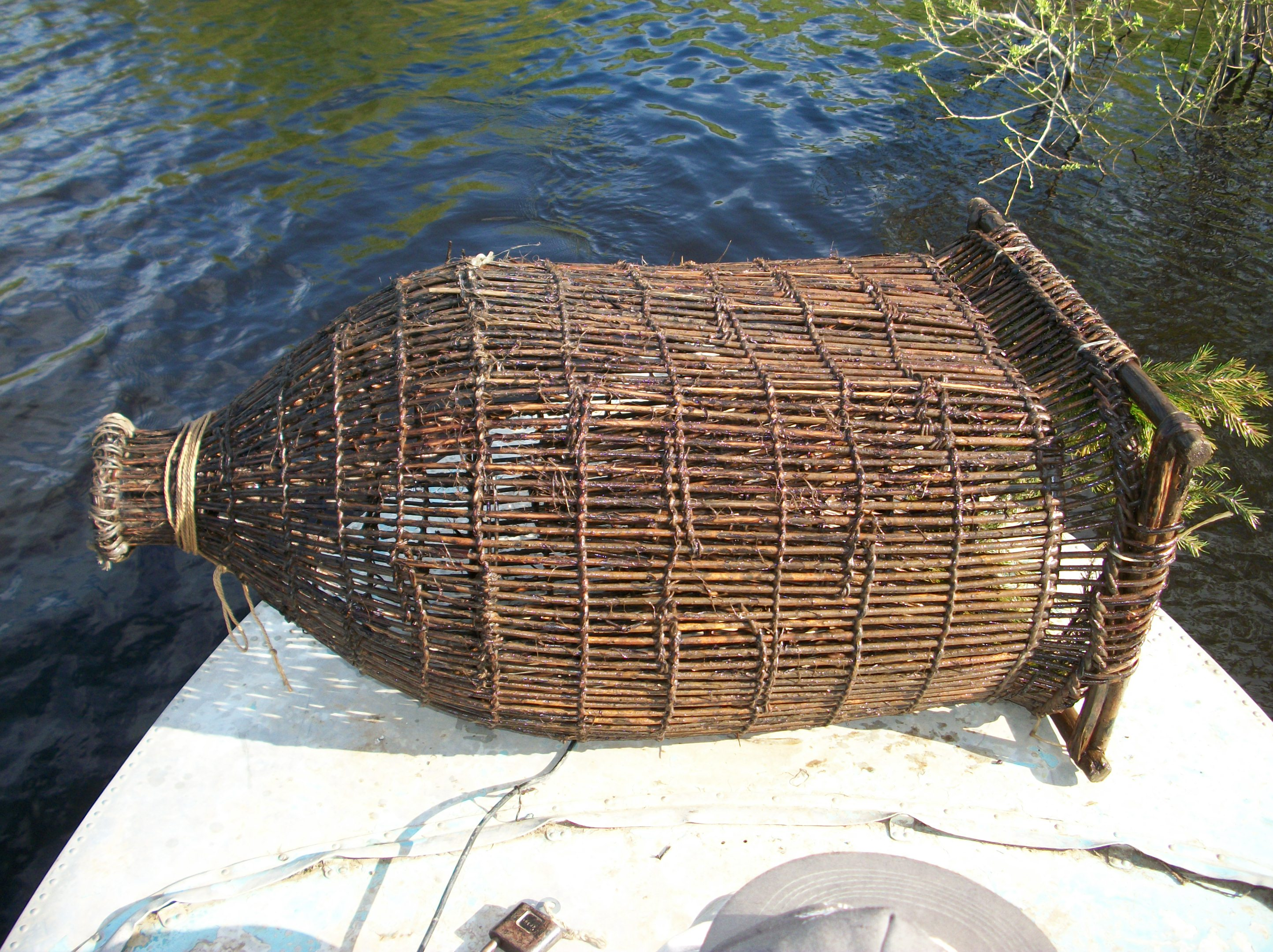
Морда

Морда — рыболовная снасть-ловушка, имеющая вид двух вставленных один в другой конусов, сплетённых из прутьев. Известна с глубокой древности. Обычно имеет размеры: длина — до 1,5 метров, внутренняя корзина имеет 0,7 метра длины.
Для плетения морд обычно используют прутья красной ивы, предварительно вымачивая их в горячей воде для придания гибкости.
Используется для ловли у самого берега. Перед тем как опускать её в воду, в основание внутреннего конуса втыкают еловые ветки. К основанию и верхней части морды крепят грузы (например, кирпичи), чтоб она не всплывала. Отверстие верхнего конуса затыкают сеном. Опускают в воду грузами вниз, основание направляя в ту сторону водоёма, откуда идёт рыба, предварительно привязав её верёвкой к чему-либо (например, кусту или воткнутому в дно колу). Рыбу приманивают еловые ветки, прикреплённые к внутреннему конусу, через отверстие которого она заходит внутрь.
В современной рыбной ловле используется похожие, но более совершенные снасти-ловушки — например, верша и вентерь.
Старая сломанная морда, привязанная к грузу-камню и валяющаяся на берегу, изображена на переднем плане картины Ильи Репина «Бурлаки на Волге».